# یان اوگه فیورتوفت
یان اوگه فیورتوفت (انگلیسی: Jan Åge Fjørtoft؛ زادهٔ ۱۰ ژانویهٔ ۱۹۶۷) بازیکن سابق فوتبال اهل نروژ است.
وی در تیم ملی فوتبال نروژ ۷۱ بازی انجام داده است و عضو این تیم در جام جهانی فوتبال ۱۹۹۴ بوده است.